# 小峰朝脩
小峰 朝脩（こみね とものぶ）は、戦国時代の武将。小峰氏8代当主。近年では、白河結城氏9代当主・結城義綱の実父とする説がある。

## 略歴
文明13年（1481年）、白河結城氏7代当主・結城政朝が開いた連歌会「白河万句」に父・小峰直常と共に出席。
延徳2年9月21日（1490年11月3日）、結城親朝以来一族内で誰も任じられた事のなかった修理大夫の官途を得て、対立する宗家当主・結城政朝の弾正少弼を上回る。
永正3年（1506年）、古河公方の内紛である永正の乱が発生すると、当初は結城政朝と共に足利政氏を支援して、政氏の子・足利高基の陣営を攻めた。ところが、第二次内紛と第三次内紛の間にあたる時期に、朝脩が高基側に通じたことから両者は対立することになる。
白河結城氏の諸系図では、永正7年2月27日（1510年4月5日）に結城政朝が朝脩を攻めて自害に追い込み、これに反発した父・直常が同年9月に岩城常隆と共に政朝を攻め上那須氏に追放したものの、小峰氏の家系はそのまま断絶したと伝えられている（白河結城氏における「永正の乱」）。
ところが、永正13年（1516年）に、小峰修理大夫が八槻別当（都都古別神社）傘下の山伏を殺害するという事件を起こしていることが知られているが、小峰氏の系譜において「修理大夫」に該当する人物は朝脩以外に存在しないため、この時には朝脩は健在であったと考えられる。また、室町幕府12代将軍・足利義晴の就任に関連して、大永元年（1521年）頃に管領・細川高国の家臣寺町通隆が「白河小峰殿」に充てて将軍就任祝いの督促をしている（『白河市史』第5巻中世文書733号）事実もある。
これについて、近年の研究では、朝脩（修理大夫）が永正7年に自害したと言う事実の認定に問題があり、実際には朝脩が結城政朝・顕頼を追放して実権を握り、それに代わる白河結城氏の当主として自分の子を擁立したこと、その新当主＝朝脩の子とは従来は顕頼の子とされていた結城義綱であったとする。また、「小峰氏の断絶」も小峰氏が滅亡したのではなく、小峰氏（＝結城義綱）が白河結城氏の名跡を継承したことによって「小峰」の名跡が用いられなくなったと解釈されている。